# 健軍校前停留場
健軍校前停留場（けんぐんこうまえていりゅうじょう）は熊本県熊本市東区健軍二丁目、健軍四丁目にある熊本市交通局（熊本市電）の電停。停留所番号は23。A系統・B系統が停車する。熊本市立健軍小学校は当駅より北へ約200m程の距離にある。

## 利用可能な路線
熊本市交通局
- 健軍線 - ■A系統・■B系統

## 歴史

### 年表
- 1945年（昭和20年）5月6日：健軍校前停留場として開業。
- 1964年（昭和39年）以前：健軍校通（マリスト学園前）駅に改称。
- 1969年（昭和44年）以前：健軍校前停留場に改称。
- 2023年（令和5年）11月 - 2024年（令和6年）3月：停留場、軌道の移設工事が行われた[1]。

### 停留場名の由来
- 熊本市立健軍小学校に由来する。

## 停留場構造
相対式2面2線であるが、通町筋電停方面と健軍町電停方面の停留所は少し離れている。
信号機のない横断歩道を渡ってアクセスする。歩道橋からはアクセスできない。
| のりば | 路線           | 方向 | 行先                                                 |
| ------ | -------------- | ---- | ---------------------------------------------------- |
| 南側   | ■A系統         | 上り | 新水前寺駅前・通町筋・辛島町・熊本駅前・田崎橋方面   |
| 南側   | ■B系統         | 上り | 新水前寺駅前・通町筋・辛島町・本妙寺入口・上熊本方面 |
| 北側   | ■A系統・■B系統 | 下り | 動植物園入口・健軍町方面                             |

## 利用状況
| 1日乗降人員推移 | 1日乗降人員推移 |
| 年度            | 1日平均人数     |
| --------------- | --------------- |
| 2011年          | 1,102           |
| 2012年          | 1,014           |
| 2013年          | 1,159           |
| 2014年          | 1,221           |
| 2015年          | 1,113           |

## 停留場周辺

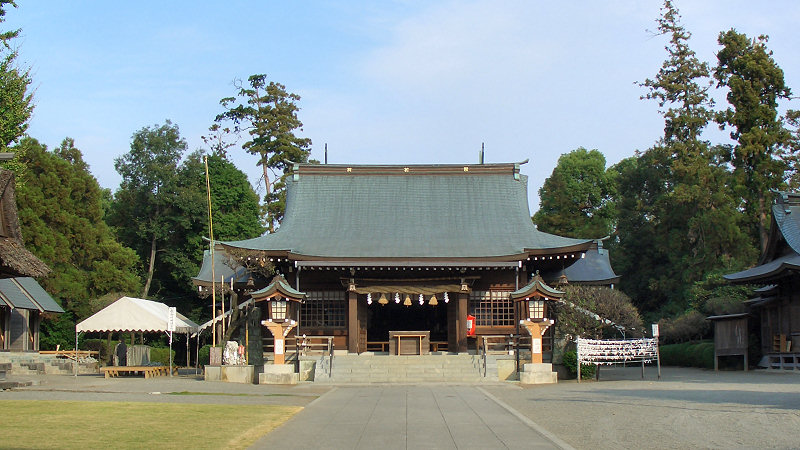
健軍神社

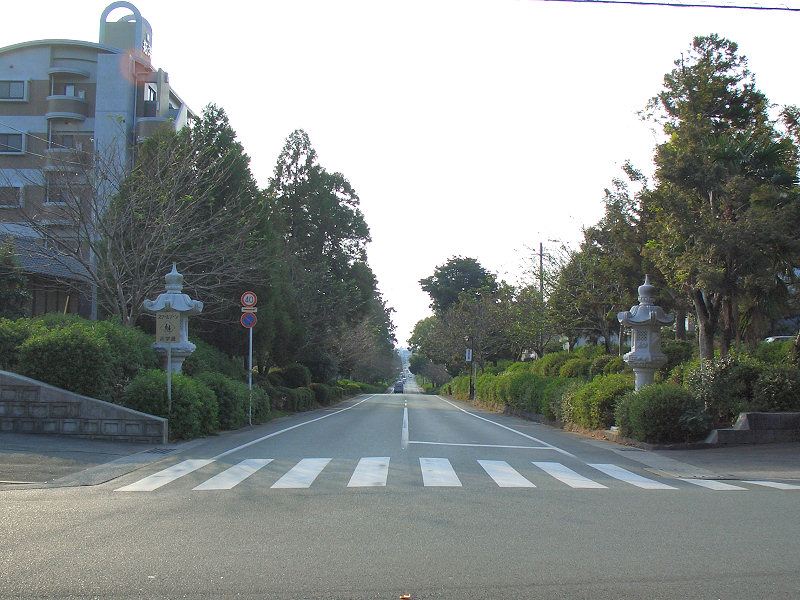
健軍神社 参道･杉馬場

- 熊本市立健軍小学校
- 熊本マリスト学園中学校・高等学校
- 健軍神社
- 熊本東郵便局
- 東区役所 東部まちづくりセンター
- 熊本健軍郵便局
- 涌徳寺
- JA熊本市健軍支店
- 創価学会熊本文化会館

## バス路線
健軍校前バス停留所
下記の2社が運行。
| 運行事業者   | 系統       | 行先 | 備考                                                 |
| 桜町BT方面   | 桜町BT方面 | 桜町BT方面 | 桜町BT方面                                           |
| ------------ | ---------- | --- | ---------------------------------------------------- |
| 熊本バス     | K2系統     | 桜町BT（県庁経由） |                                                      |
| 産交バス     | L4-1       | 西部車庫（熊商前、桜町BT、春日校前経由）                                                                                               |                                                      |
| 産交バス     | L5-1・L6-3 | 桜町BT（熊商前） |                                                      |
| 産交バス     | L6-3       | 小島産交（熊商前、桜町BT、熊本駅前、西高前経由）                                                                                       | 平日6時台1便のみ。                                   |
| 健軍電停方面 |            | |                                                      |
| 熊本バス     | K2-1・K2-3 | （K2-1）イオンモール熊本（東区役所、秋津団地、嘉島町役場前経由）（K2-3）城南（東区役所、秋津団地、嘉島町役場前、イオンモール熊本経由） | 本数少。城南行は平日のみ運行。                       |
| 熊本バス     | K2-4・K2-5 | （K2-4）甲佐（秋津団地、六嘉、御船経由）（K2-5）砥用学校前（秋津団地、六嘉、御船、甲佐経由）                                           | 砥用行きは本数少。                                   |
| 産交バス     | L4-1       | 小楠記念館入口（東区役所） | 行先方向幕は沼山津。                                 |
| 産交バス     | L5-1       | 御船（沼山津、東無田経由） |                                                      |
| 産交バス     | L6-3       | 木山産交（惣領、木山交通広場経由） | 平日夜間の3便と土曜7時台の便は「木山交通広場」は通過 |

## 隣の停留場
熊本市交通局
■A系統・■B系統（健軍線）
神水交差点電停 (22) - 健軍校前電停 (23) - 動植物園入口電停 (24)